# Veine postérieure du ventricule gauche
La veine postérieure du ventricule gauche est une veine du cœur située sur sa face postérieure.

## Origine
La veine postérieure du ventricule gauche nait sur la face postérieure du ventricule gauche.

## Trajet
La veine postérieure du ventricule gauche remonte verticalement sur la face postérieure du ventricule gauche parallèlement à l'artère interventriculaire postérieure.

## Terminaison
La veine postérieure du ventricule gauche se jette dans le sinus coronaire en général vers son origine, mais parfois dans la portion terminale de la grande veine du cœur.

## Zone de drainage
La veine postérieure du ventricule gauche draine la paroi postérieure du ventricule gauche.